# 珀尔里弗 (路易斯安那州)
珀尔里弗（英語：Pearl River），是美国路易斯安那州下属的一座城市。根据2010年美国人口普查，该市有人口2,506人。建置上，属于“town”。